# Molenbeekroute (Oost-Vlaanderen)

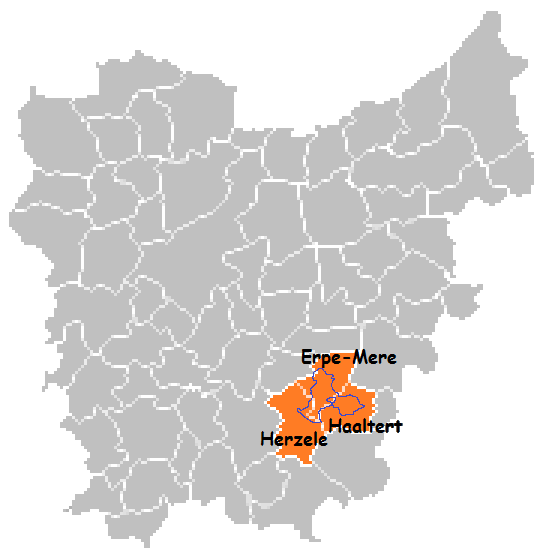
Molenbeekroute door de gemeenten Herzele, Erpe-Mere en Haaltert

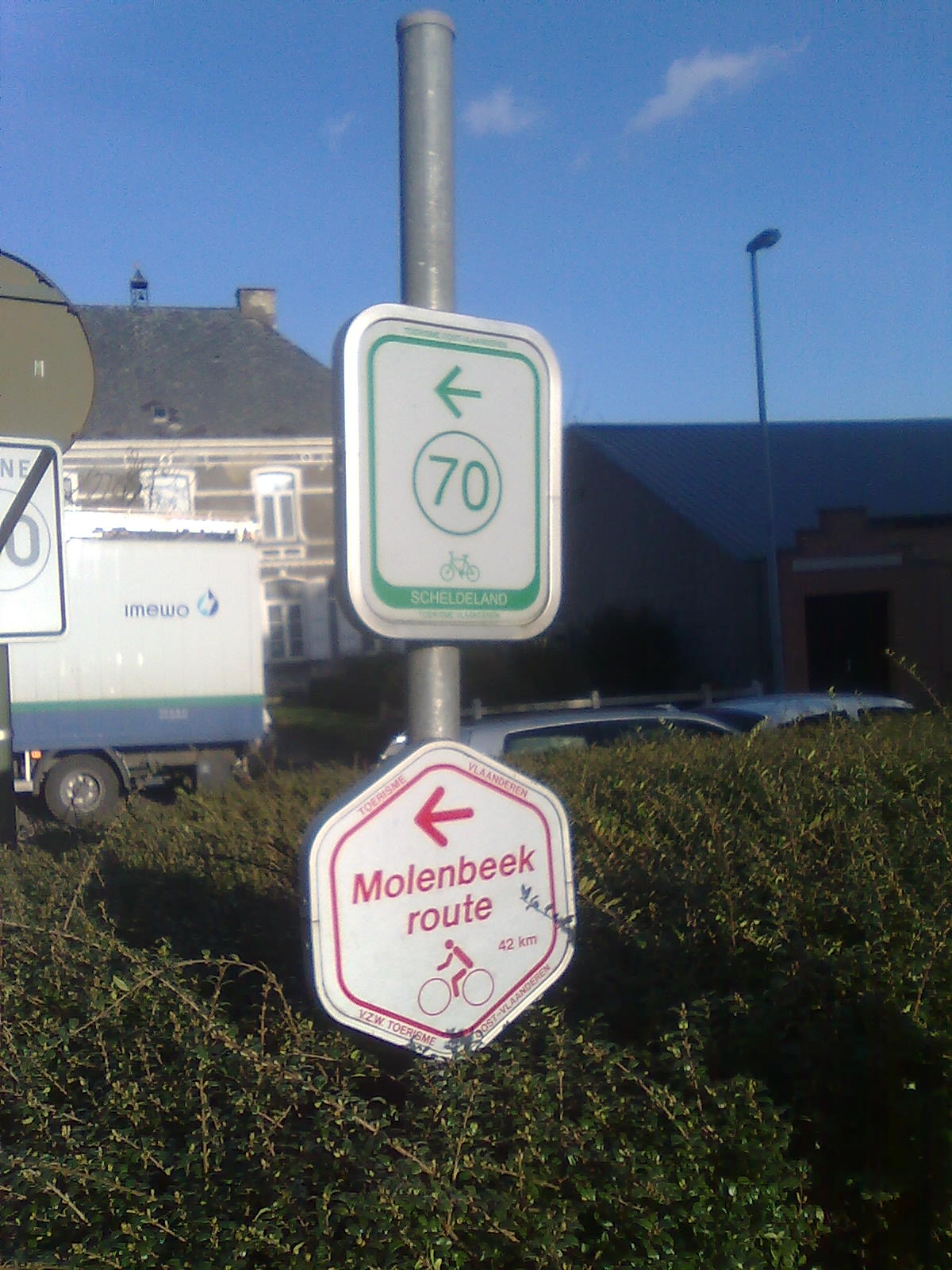
Verkeersbord Molenbeekroute, genomen in de straat Burstdorp in Burst

De Molenbeekroute is een toeristische lusvormige fietsroute in de Denderstreek in de Belgische provincie Oost-Vlaanderen. De Molenbeekroute is bewegwijzerd door Toerisme Oost-Vlaanderen (in samenwerking met Scheldeland, langs Schelde, Dender en Rupel). Toerisme Oost-Vlaanderen legde deze bewegwijzering aan voor wie graag fietst en zo kennismaakt met de mooiste streken van de toeristische regio’s. Toerisme Oost-Vlaanderen werkte deze route uit in samenwerking met de gemeentebesturen van Haaltert, Erpe-Mere en Herzele. Naast de drukke steenwegen die door deze gemeenten lopen willen ze met de Molenbeekroute vooral de nadruk leggen op het mooie landschap met een cultuurhistorisch patrimonium dat overwegend door water en windmolens wordt gedomineerd. De frequentie van hoe vaak deze route gebruikt wordt is niet bekend.
De naam Molenbeekroute verwijst naar de talrijke watermolens die in dit gebied aanwezig waren. En staan nog steeds molens die tot op de dag van vandaag werken. Erpe-Mere is niet voor niets de grootste molengemeente van Vlaanderen. Historisch kan het wel tellen dat er in het Molenbeekroutegebied, een burcht, kerken, dorpjes en talrijke vierkantshoeven zijn. De molens waren kleine ambachtelijke bedrijven met een geschiedkundige, architectonische, industrieelarcheologische en landschappelijke waarde. Verder vind je ook de typische beeklandschappen en panoramische vergezichten. De Molenbeekroute loopt in het grensgebied van de Vlaamse Ardennen en de Denderstreek. Er lopen 2 beken in dit gebied: de Molenbeek en de Molenbeek-Ter Erpenbeek. Aan deze beken werden er watermolens gebouwd maar in deze omgeving bouwden ze ook windmolens. De route is 42 km lang. De start van de route is aan het Schepenhuis van Herzele, daarna doorkruist men  Erpe-Mere en Haaltert en komt men terug in Herzele aan.

## Verloop
De Molenbeekroute loopt in deze volgorde door de volgende deelgemeenten: 
Herzele (start), Ressegem, Burst, Bambrugge, Zonnegem, Vlekkem, Ottergem, Erpe, Mere, Haaltert, Denderhoutem, Kerksken, Aaigem, Sint-Antelinks, Woubrechtegem en Herzele (aankomst).

## Bezienswaardigheden
- Schepenhuis in Herzele
- Burcht in Herzele
- Kerk van Ressegem
- Kerk van Burst
- De oude klok van de kerktoren aan de pastorij in Bambrugge
- De kerk van Bambrugge
- Het standbeeld van de Sopeter in Vlekkem
- Het Warandepark in Haaltert
- Kapelletje te Stichelen in Denderhoutem
- Volckaerthoeve in Aaigem
- Onze-Lieve-Vrouw van Lourdeskapelletje in Aaigem
- Kerk van Aaigem
- Molen Te Rullegem in Herzele

## Andere routes in de buurt
- Fietsroutes, zoals de Denderende Steden, de Reuzenroute en de Ros Beiaardroute.
- Motor- en autoroutes zoals de Denderroute zuid.

## Bron
- Erpe-mere.be